# 古利娜拉·卡里莫娃
古利娜拉·伊斯拉莫芙娜·卡里莫娃（1972年7月8日—）是烏茲別克首任總統伊斯蘭·卡里莫夫的長女。她亦是一個外交官、教授和商人，亦是烏茲別克文化及藝術論壇信托基金委員会的創辦人兼主席和烏茲別克一些專注文化和社會事務的非政府組織的成員。
根據英國廣播公司引述卡里莫娃的錄音，她在2014年時遭到軟禁，2016年10月，有消息指出卡里莫娃已遭毒殺身亡，但烏茲別克官方政府拒絕回應此問題。2015年，有組織犯罪和腐敗報告計劃指出卡里莫娃向北歐和俄羅斯的電訊公司索取10億美元賄賂，以協助它們進入烏茲別克市場。卡里莫娃亦因貪污被烏茲別克調查，但她否認指控。

## 早年生活和學歷
1987年，卡里莫娃曾在烏茲別克國家統計委員會實習，翌年她在塔什干青年數學學院畢業。1989年至1994年，卡里莫娃就讀塔什干國立大學，取得國際經濟學學士學位。在她就讀大學二年級時，她在烏茲別克商工會擔任翻譯員。1992年她在紐約時裝技術學院完成珠寶設計課程。
1994年至1996年間，卡里莫娃入讀烏茲別克經濟學院科學院，並取得碩士學位。1994年至1995年，她在塔什干的世界經濟及外交大學政治學系擔任实习教师，其後又在1995年夏天至1996年在烏茲別克外交部從事政治分析及預測的工作，她當時亦為國家安全委員會和總統撰寫分析報告。
1998年至2000年，卡里莫娃入讀哈佛大學，取得区域研究碩士學位。與此同時，她亦被塔什干的世界經濟及外交大學收錄，並在翌年取得政治學博士學位。2009年，她成為世界經濟及外交大學政治學系主任。她亦在2006年取得塔什干資訊科技大學的電訊文學士學位。

## 事業和活動

### 政治及外交活動
1995年夏天至1997年期間，卡里莫娃擔任烏茲別克外交部部長的顧問，任職期間她協助舉辦在塔什干舉行的「中亞無核武區」國際會議。
1998年和2000年至2003年期間，卡里莫娃曾兩度擔任烏茲別克駐聯合國代表團参赞。2003年至2005年，她成為烏茲別克駐俄羅斯大使館公使衔参赞，2005年至2008年任外交部長的顧問。2008年2月，她獲任命為外交部副部長，負責國際合作及人文事務。同年9月，卡里莫娃成為烏茲別克駐聯合國日內瓦代表團團長，2010年1月成為烏茲別克駐西班牙大使。她是日内瓦外交俱乐部的會員。
2012年，卡里莫娃獲上海合作組織頒發「丝绸之路人文合作奖」。

### 商業利益
據美國駐烏茲別克的外交官透露，卡里莫娃「在所有赚钱的买卖当中都要强行分一杯羹」，並視她為「强盗贵族」。
卡里莫娃被指控制烏茲別克的國營手提電話網絡烏茲別克流動電訊，以至烏茲別克的醫療系統和傳媒行業。但是，自2007年6月起，烏茲別克流動電訊便被俄羅斯和獨聯體最大的手提電話網絡商流動電話系統收購。2009年12月，卡里莫娃被瑞士雜誌《預算》形容為烏茲別克最富有的10名女性之一。
據瑞士雜誌《預算》的訪問，卡里莫娃否認自己在瑞士投資：「這些資料都是反對我的人影射而成的。我的名字與一些公司的關係早被提及很多次。」
2014年3月，瑞士检察官办公室決定就一宗洗钱案對卡里莫娃進行調查。這宗2012年的案件聚焦在卡里莫娃的四個盟友上。

### 政治上宣傳烏茲別克
2005年，卡里莫娃成立烏茲別克首個獨立智庫「政治研究中心」，聚焦在對當今烏茲別克的內政及外交議題、地區安全、經濟發展及國際合作方面的科學研究。中心亦就這些議題準備了資料性、分析性及预后性的材料。「政治研究中心」其後擴至全球超過25間研究中心。卡里莫娃亦是《烏茲別克與中亞》的總編輯。

### 慈善及社會活動

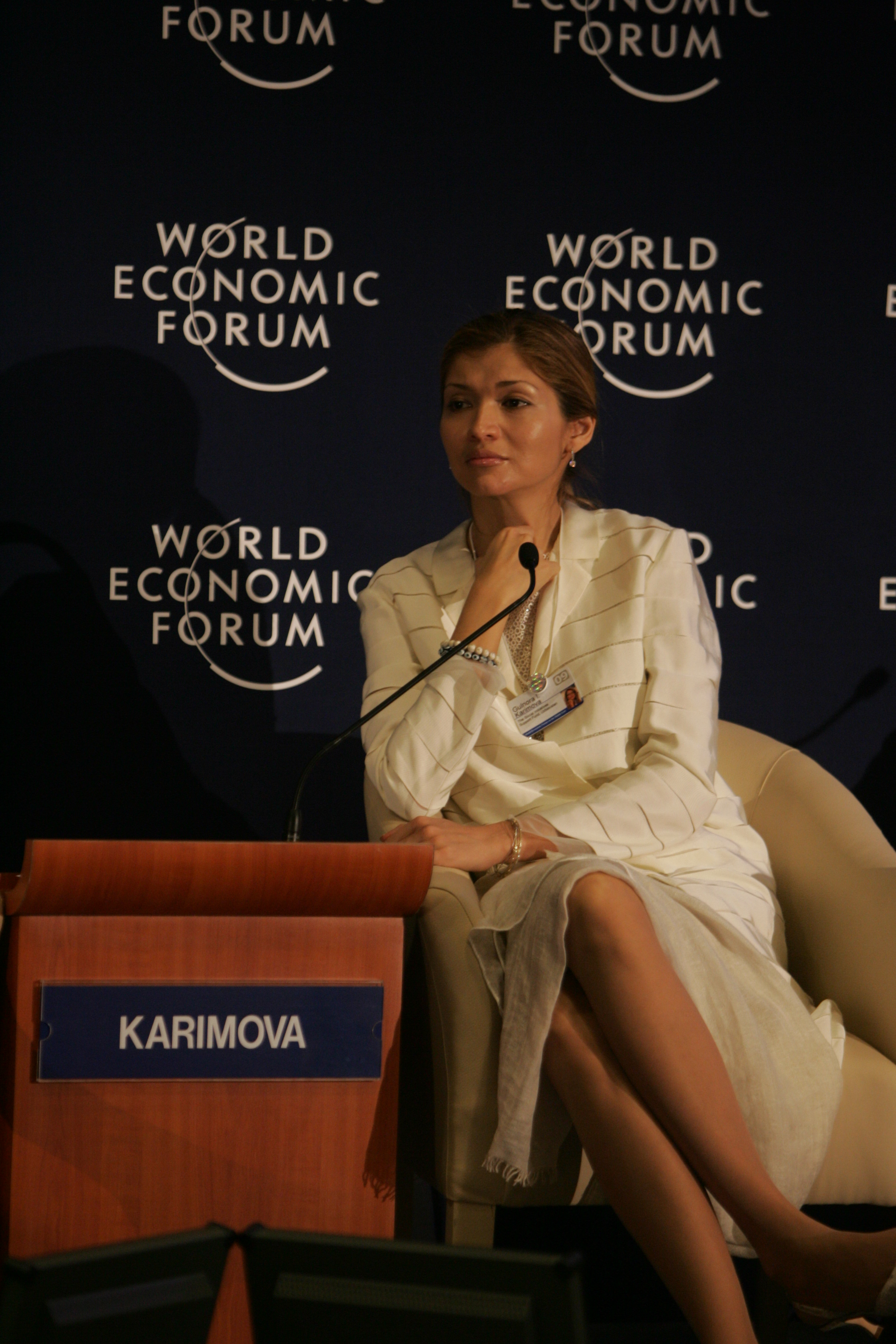
古利娜拉·卡里莫娃在2009年世界經濟論壇

卡里莫娃在烏茲別克成立了五個非政府組織，其中兩個組織社會活動支援基金和妇女理事会公共协会舉辦了「乳腺癌问题医疗方面和公共机构的作用」會議。2006年，卡里莫娃領導的社會活動支援基金提倡使用小额贷款協助烏茲別克的女性農民。
卡里莫娃是2004年春季創立、烏茲別克最大的非政府組織烏茲別克文化及藝術論壇的創辦人兼主席。2010年12月24日，國際奧委會向鳥茲別克文化及藝術論壇授予「鼓勵年輕人體育」獎盃，以表揚論壇對體育的貢獻。
卡里莫娃亦在2010年起以鳥茲別克文化及藝術論壇、婦女理事會和烏茲別克國家乳癌協會的名義舉辦名為「生命之命」的慈善馬拉松運動。10000名烏茲別克人參與了該次馬拉松。2012年，卡里莫娃在馬拉松中捐出2500萬烏茲別克斯坦索姆給國家乳癌協會以供購買癌症藥物 。2012年4月，卡里莫娃宣佈成立「烏茲別克社會責任公民論壇」，以支援烏茲別克公民的社会倡议。

### 對青少年的支援
2004年，卡里莫娃成立了一個藝術節以支援青少年的艺术創作。在2009年足球員萨缪埃尔·埃托奥和基斯坦奴·朗拿度更同意支持卡里莫娃的此一藝術節。卡里莫娃亦創立了青年選秀比賽，自2005年首辦起吸引了388000人參加，參賽作品涵蓋資訊科技、農業及設計、社區創新和詩詞等。

### 音樂
2006年，卡麗莫娃以乳名「古古莎」作為藝名，發佈她首部音樂作品「不要忘記我」。根據英國《衛報》的評論，這部音樂作品旨在提高她在烏茲別克的知名度。她亦曾在其後的音樂作品中與胡利奧·伊格萊西亞斯和傑哈·德巴狄厄合唱。

### 時裝及珠寶設計
卡里莫娃曾在2009年3月為蕭邦錶設計珠寶。據法國24的報道，珠寶的銷售收益撥歸於新一代兒童節。
2011年9月，在人權觀察及其他組織關注卡里莫娃與烏茲別克政府的關係及烏茲別克政府的人權紀錄後，卡里莫娃被禁在紐約時裝週展示自己的作品。據人權觀察表示，卡里莫娃的設計動用了200萬名童工，他們每年被迫罷學兩個月去採集時裝設計用的棉花。

## 個人生活

### 婚姻
1991年，卡里莫娃下嫁美國商人曼蘇爾·馬蘇迪，育有一子伊斯蘭和一女伊曼。兩人於2001年離婚，卡里莫娃取得其中一名孩子的撫養權，而另一個孩子則撥歸馬蘇迪，但卡里莫娃同時將兩個孩子帶回烏茲別克。卡里莫娃因此被美國政府通緝，而乌茲別克政府為了報復，亦通緝馬蘇迪，並拘捕馬蘇迪的親人。

### 與索季克·薩福耶瓦伊結婚的傳言
2003年，烏茲別克外交部長索季克·薩福耶瓦伊被傳與卡里莫娃結婚。在2001年，薩福耶瓦伊被傳會成為時任烏茲別克總統伊斯蘭·卡里莫夫的繼任人，故開始傳出薩福耶瓦伊與其女兒卡里莫娃結婚的消息。但是，傳言被烏茲別克外交部否認。而被指散播傳言的英國廣播公司被烏茲別克第一副部长弗拉基米爾·諾羅夫指控侵犯薩福耶瓦伊和卡里莫娃的隱私。